# Энесидем
Энесидем (др.-греч. Αἰνησίδημος) — греческий философ I века до нашей эры, глава Александрийской школы скептиков.
Уроженец Кносса (о.Крит), свою деятельность вёл в Александрии. Точное время жизни и деятельности Энесидема неизвестны, данные о нём у историографов противоречивы. Так, часто используемое для датировки сообщение Фотия о посвящении «Пирроновых рассуждений (речей)» римскому академику Туберону, другу Цицерона, сомнительно: Цицерон нигде не упоминает об Энесидеме, между тем как о пирронизме рассуждает неоднократно, при этом считая его уже учением прошлого.
Написал не дошедшее до нас «Введение к Пиррону» и «Пирроновы речи (рассуждения)», от которых сохранились краткие цитаты в «Энциклопедии Фотия» (Phot. Bibl. God. 212). Историографы упоминают также сочинения «О мудрости», «Об исследовании», а также «Пирроновские очерки», которые не сохранились.
Называл себя последователем Пиррона. Его книга «Пирроновы рассуждения» (около 43 до н. э.) содержит систематическое изложение доктрины скептиков. Считается также, что в ней Энесидем довольно полно изложил взгляды самого Пиррона, который не оставил никаких письменных свидетельств о своем учении.
Энесидем в «Пирроновых речах» жёстко критикует философию Новой Академии (Аркесилай, Карнеад), указывая на догматичность их взглядов. Поддерживая Пиррона, Энесидем указывает на недоказуемость истинности противоположных суждений и о практическом выборе «следовать жизни» без предвзятости и догм. Также философ исследовал проблемы осмысления движения, изменения, жизни, смерти, вопросы связи рационального мышления и чувственного восприятия, указывал на непостижимость причинности, богов и природы, на догматичность общественной морали и её несостоятельность с логической точки зрения. Задача философа состоит в том, чтобы уметь воздерживаться от суждений, не утверждая чего-либо и ничего безоговорочно не отрицая.
Высшим благом Энесидем, как и другие скептики, полагал невозмутимость духа (атараксию), достижение которой возможно при воздержании от суждений, претендующих на истинность.
Чтобы показать невозможность истинного знания, основанного на восприятии или наблюдении, Энесидем последовательно излагает десять аргументов («десять тропов», подробнее см. скептицизм):
1. разные живые существа чувствуют по-разному, и совершенно невозможно понять, кто чувствует «правильно»;
2. среди людей также не существует единства. Их чувства и их отношение к одним и тем же вещам настолько различны, что нет смысла доверять ни своему, ни чужому суждению;
3. один человек имеет несколько разных органов чувств, свидетельства которых различны, и непонятно, какому нужно отдать предпочтение;
4. состояние человека постоянно меняется, и в зависимости от этого он выносит разные суждения;
5. суждение или оценка ситуации также зависят от обычаев того народа, к которому человек принадлежит. Эти оценки могут быть прямо противоположны;
6. ни одна вещь не является в чистом виде, но всегда воспринимается в смешении с другими вещами. Поэтому ни о чём нельзя сказать, что оно есть на самом деле;
7. вещи представляются различными в зависимости от места, которое занимают;
8. вещи различны в зависимости от их количества и качества;
9. восприятие вещей зависит также от того, насколько часто они встречаются;
10. суждения о вещи выражают не её саму, а её отношение к другим вещам и к воспринимающему.

Все десять тропов свидетельствуют о необходимости воздерживаться от суждений, поскольку составленные на основании чувств суждения имеют лишь относительную ценность и не могут быть ни однозначно истинными, ни однозначно ложными.
Энесидем находил у Гераклита Эфесского предпосылки скептического подхода, уточняя, что на самом деле противоречия относятся к мнению, а не к реальности (бытию). Секст Эмпирик указывал, что Энесидем во многом воспроизводит учение Гераклита, так как основой его аргументации является указание на изменчивость (текучесть) вещей.
Мнение Секста Эмпирика о близости философий Гераклита и Энесидема трактовалось некоторыми исследователями идеологически. Так, В. Ф. Асмус указывает на «тенденциозность буржуазных идеалистических исследователей» и приводит в пример Пауля Наторпа, который «с одной стороны, извращает философию Гераклита, преувеличивая близость учения Гераклита к скептицизму; с другой же стороны, не желая согласиться с мыслью о тяготении Энесидема к материалистическим тезисам физики Гераклита, он утверждает, будто, выставляя эти тезисы, Энесидем предлагал их не в качестве достоверной истины, а в качестве всего лишь вероятной гипотезы» (здесь показательно, что скептику Асмус приписывает «достоверную истину»).
Мнения о связи позиций Энесидема и Гераклита расходятся. Сессэ считал, что Энесидем постепенно перешёл от позиции Гераклита к скепсису, Брошар и Гааз придерживались противоположного мнения, перехода от пирроновского скепсиса к гераклитизму. В любом случае аргументация базируется на неверном представлении, характерном для идеалистов — якобы скептицизм выводится из сенсуализма. При этом Герман Дильс и Эдуард Целлер заявляют свидетельство Секста Эмпирика ошибочным, а Рауль Рихтер, хотя и не отрицает само свидетельство, указывает на недостаточность сведений для однозначного ответа на вопрос.
Энесидем настаивает на необходимости воздерживаться от суждений по поводу каких-либо умопостигаемых сущностей, якобы определяющих бытие воспринимаемых чувством вещей. Эти сущности, которые почитаются как начала и причины вещей, рассматриваются многими как начала знания. Благодаря им (а не чувству) знание делается истинным. Такой взгляд, согласно Энесидему, требует рассматривать всякую вещь как знак, указывающий на иное бытие. Однако утверждение о том, что существует некоторая устойчивая связь между чувственно явленным знаком и его умопостигаемым смыслом, обретающемся где-то в ином мире, совершенно произвольно. Для такого рода суждений нет никаких оснований, и от них также следует воздерживаться.
Значительное внимание Энесидем уделял вопросу причинности. С одной стороны, если бы причинности не было, то всё могло бы происходить из всего, а познание было бы невозможно. С другой стороны, само понятие причины содержит в себе противоречие: чтобы мыслить причину, необходимо прежде воспринять её действие как действие именно этой причины, но для этого требуется уже познать само действие — и мышление зацикливается, оно не может быть в этом вопросе последовательным.
Но даже если счесть причинность мыслимой, то возникает проблема: если причина существует до своего действия, то что происходит в интервале между причиной и следствием? Если они одновременны, то на каком основании разделять причину и следствие? Вариант же «причина после следствия» абсурден. Таким образом, причина должна быть, но не может мыслиться, и поэтому философ должен воздерживаться от всякого суждения о существовании причины.
Из учения о воздержании от суждений Энесидем делает важные этические выводы. В жизни следует воздерживаться от оценки чего-либо как благого или злого. Нет никаких оснований утверждать что-либо о добродетели, мудрости или счастье. Даже о самом себе человек не может сказать, хорошо ему или плохо, добродетелен он или зол, счастлив или несчастен. Но в таком случае незачем мучить себя бессмысленными устремлениями, а следует удовлетвориться любым положением дел и достичь полной невозмутимости (атараксии) во всех жизненных обстоятельствах.